# Saltator orenocensis
Saltator orenocensis là một loài chim trong họ Thraupidae.